# Идзес, Джей
Джей Ноа Идзес (нем. Jay Noah Idzes; род. 2 июня 2000, Мирло, Северный Брабант) — индонезийский футболист, защитник клуба «Сассуоло» и сборной Индонезии.

## Клубная карьера
Идзес — воспитанник клубов «Мифано», ПСВ, ВВВ-Венло и «Эйндховен». 24 августа 2018 года в матче против ТОП Осс он дебютировал в Эрстедивизи в составе последних. В 2020 году Идзес перешёл в «Гоу Эхед Иглз». 30 августа в матче против «Дордрехта» он дебютировал за новую команду. 10 октября в поединке против МВВ Маастрихт Джей забил свой первый гол за «Гоу Эхед Иглз». По итогам сезона игрок помог клубу выйти в элиту. 28 августа 2021 года в матче против роттердамской «Спарты» он дебютировал в Эредивизи.
Летом 2023 года Идзес перешёл в итальянскую «Венецию». 20 августа в матче против «Комо» он дебютировал итальянской Серии B. 1 мая 2024 года в поединке против «Катандзаро» Джей сделал «дубль», забив свои первые голы за «Венецию». По итогам сезона игрок помог клубу выйти в элиту.

## Международная карьера
21 марта 2024 года в отборочном матче чемпионат мира 2026 против сборной Вьетнама Идзес дебютировал за сборную Индонезии. 26 марта в ответном поединке Джей забил свой первый гол за национальную команду.

### Голы за сборную Индонезии
| # | Дата          | Место                   | Противник | Счёт | Результат | Соревнование                     |
| - | ------------- | ----------------------- | --------- | ---- | --------- | -------------------------------- |
| 1 | 26 марта 2024 | Му Динь, Ханой, Вьетнам | Вьетнам   | 0:1  | 0:3       | Чемпионат мира 2026 квалификация |